# Барневка (Курганская область)
Барнëвка — деревня в Шадринском районе Курганской области России. Входит в состав Верхнеполевского сельсовета.

## География
Деревня находится на северо-западе Курганской области, в пределах юго-западной части Западно-Сибирской равнины, в лесостепной зоне, на правом берегу реки Исеть, на расстоянии примерно 6 километров (по прямой) к юго-востоку от города Шадринска, административного центра района.

### Климат
Климат характеризуется как резко континентальный, с холодной продолжительной малоснежной зимой и тёплым сухим летом. Средняя температура воздуха самого холодного месяца (января) составляет −18 °C (абсолютный минимум — −50 °С); самого тёплого месяца (июля) — 18 °C (абсолютный максимум — 41 °С). Безморозный период длится 192—196 дней. Годовое количество атмосферных осадков — 320—470 мм, из которых большая часть выпадает в тёплый период. Продолжительность периода с устойчивым снежным покровом равна 150—160 дням.

## История
Населённый пункт возник в 1936 году при строительстве одноимённого остановочного пункта на линии Каменск-Уральский — Курган Южно-Уральской железной дороги.

## Население
| 1989 | 2002 | 2010 |
| ---- | ---- | ---- |
| 60   | ↘30  | ↗37  |

### Национальный состав
Согласно результатам Всероссийской переписи населения 2002 года, в национальной структуре населения русские составляли 100 %.